# Хексоза
Хексозите са монозахариди с шест въглеродни атома и обща химична формула C6H12O6. Според функционалната си
група те се поделят на алдохексози с алдехидна група при първия въглероден атом (С1') и кетохексози с кетогрупа при втория.
въглероден атом (С2').

## Алдохексози
Алдохексозите имат четири хирални центъра и следователно цели 16 стереоизомера (24).
D/L конфигурацията се основава на ориентацията на хидроксилната група на позиция 5 и няма пряко касателство към оптичната активност. Осемте D-алдохексизи са:
- D-Алоза
- D-Алтроза
- D-Глюкоза
- D-Маноза
- D-Гулоза
- D-Идоза
- D-Галактоза
- D-Талоза

От тези D-изомери, всички с изключение на D-алтроза се срещат в естествени условия в природата.
L-Алтроза, все пак, е била изолирана от бактерията Butyrivibrio fibrisolvens.

### Циклични хемиацетали
Още от 1926 г. е известно. че шест-въглеродните алдо-захари формират циклични хемиацетали. Диаграмата по-долу показва хемиацеталната форма на D-глюкоза и D-маноза.
Въглеродният атом при карбонилната група е симетричен при отворената форма, но след формирането на хетероцикъла става асиметричен. Това означава, че глюкозата и манозата, както и останалите хексози в циклична форма имат по два изомера. В разтвор цикличните форми съществуват наред с линейната като трите са в равновесие, но линейната форма не кристализира. Така двете циклични форми лесно могат да се изолират като бъдат кристализирани. Например, при D-глюкозната кристалите на алфа формата имат спечифично въртене от +112° и температура на топене 146 °C, докато бета формата – спечифично въртене +19° и точка на топене 150 °C.

## Кетохексози
Кетохексозите имат три хирални центъра и за това съществуват осем стереоизомера (23). От тях само четири D-изомера известно да се срещат в природата:
- D-Псикоза
- D-Фруктоза
- D-Сорбоза
- D-Тагатоза

## Муторотация
Алдехидната и кето-групите при тези въглехидрати реагират с близка хидроксилна функционална група образувайки въртемолекулни хемиацетал и хемикетали, съответно. Получената структура се разглежда като производна на пиран, а самите захари се наричат пиранози. Пръстенът може да се отваря и затваря спонтанно, позволявайки да се осъществява въртене около карбонилната група и свързания въглероден атом, водейки до две конфигурации (α и β). Този процес е известен като муторотация.